# Granvågsniporna
Granvågsniporna är ett naturreservat i Sollefteå kommun i Västernorrlands län.
Området är naturskyddat sedan 1975 och är 30 hektar stort. Reservatet omfattar en halvö vid västra stranden av Ångermanälven där Faxälven ansluter 5 km nordväst om Sollefteå. Det består av tre höga sandbankar - Borgen, Svalnipan och Rödskägget samt sandslätten de ligger på. Sandbankar som är uppbyggda av sand och finkornig jord kallas även för nipor eller nipkullar. Niporna bildades för cirka 9000 år sedan då inlandsisen dragit sig tillbaka till området mellan Sollefteå och Junsele och en isälv bildade ett delta när den rann ut i havet vid Granvåg. Niporna har fått sin nuvarande form av att Ångermanälven och Faxälven ändrat lopp över åren. Marken har använts för bete och är numera bevuxen med lövskog i sluttningarna och tallskog i de övre delarna. Svalnipan har fått sitt namn av att Backsvalor bygger sina bon i dess branta väggar.
Syftet med reservatets inrättande "...är att bevara ett område med märklig beskaffenhet som har betydelse för kännedomen om landets natur".

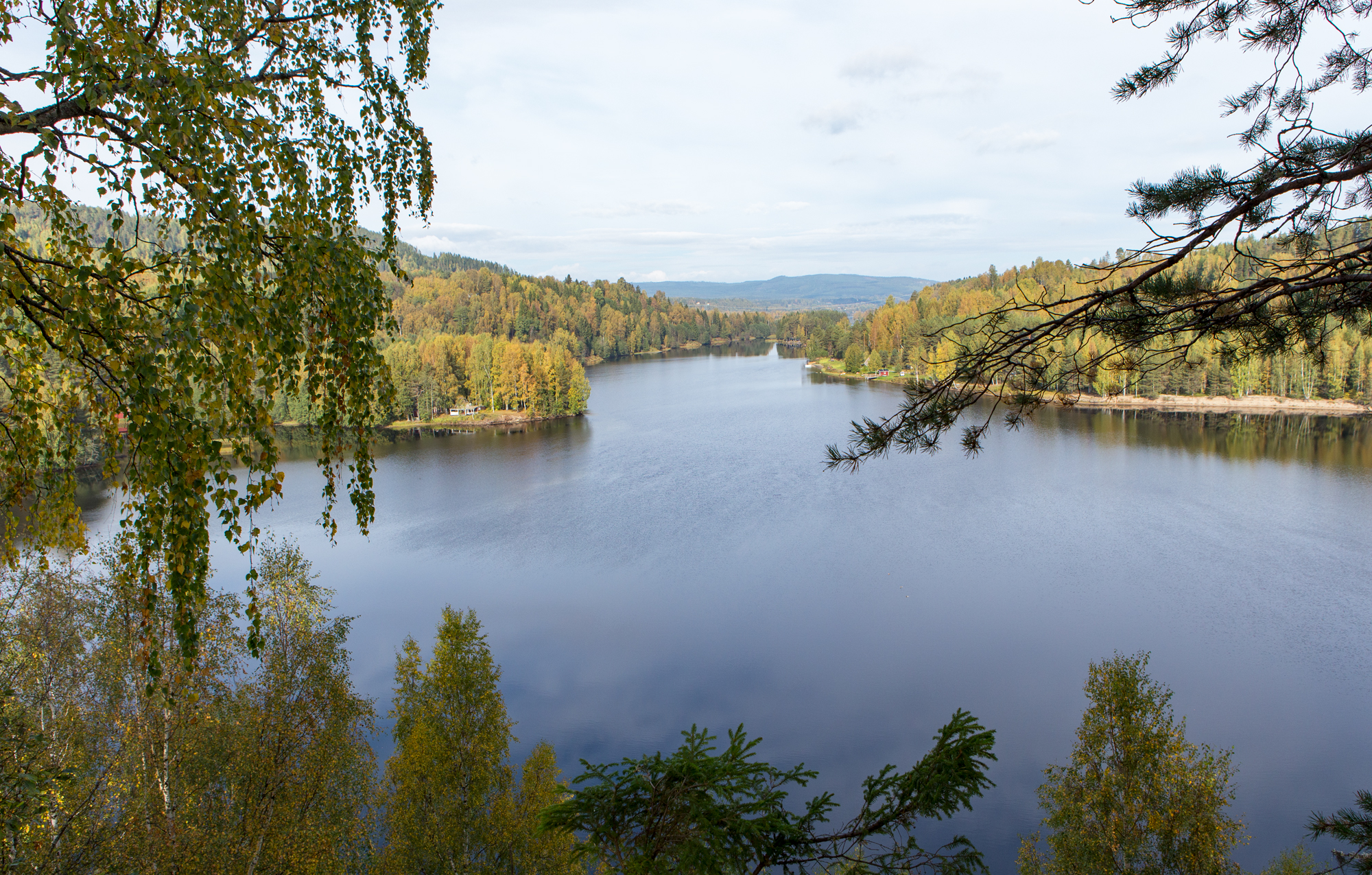
Ångermanälven flyter ihop med Faxälven - vy från nipkullen Borgen.
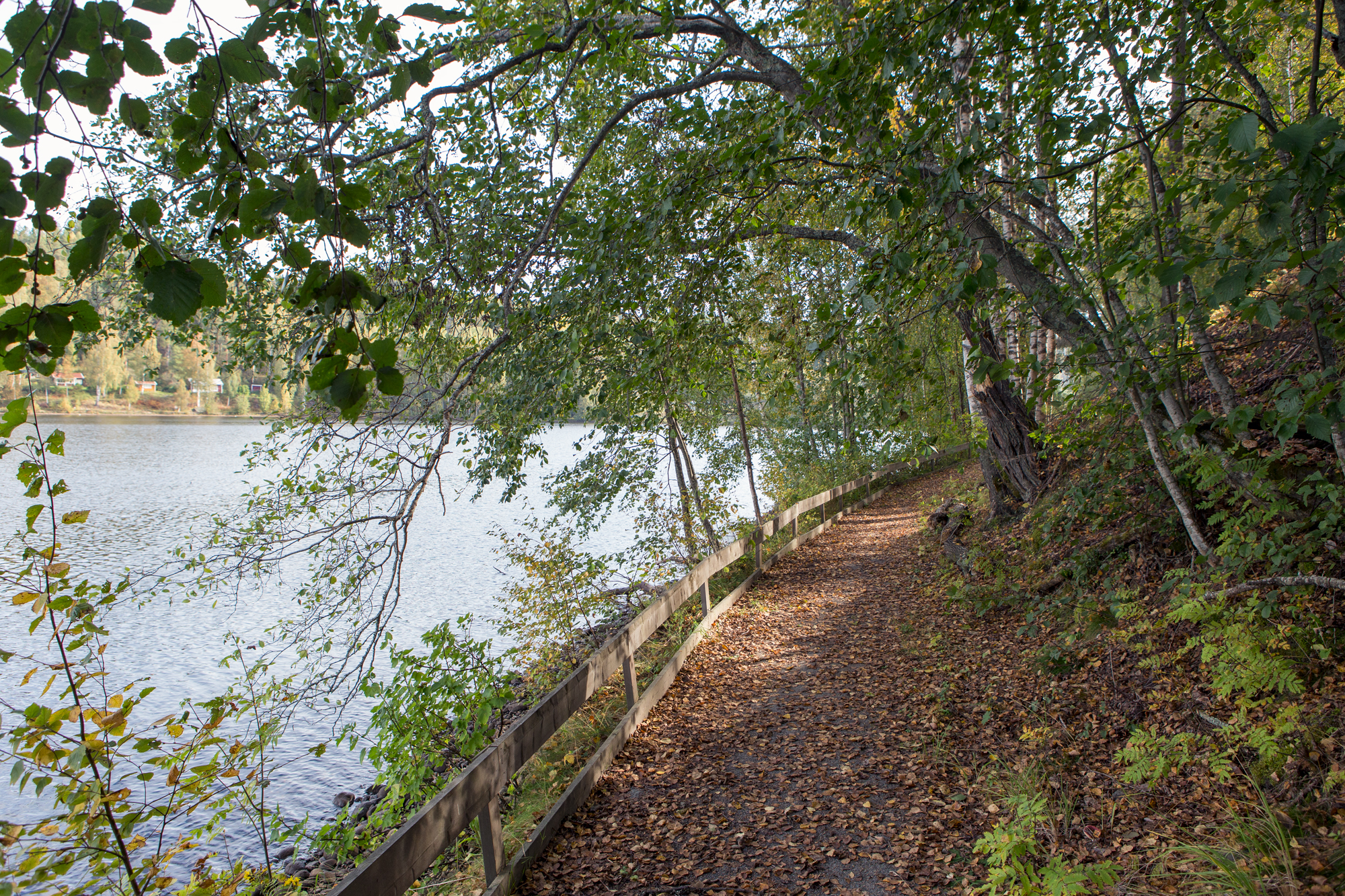
Stigen följer Ångermanälven.

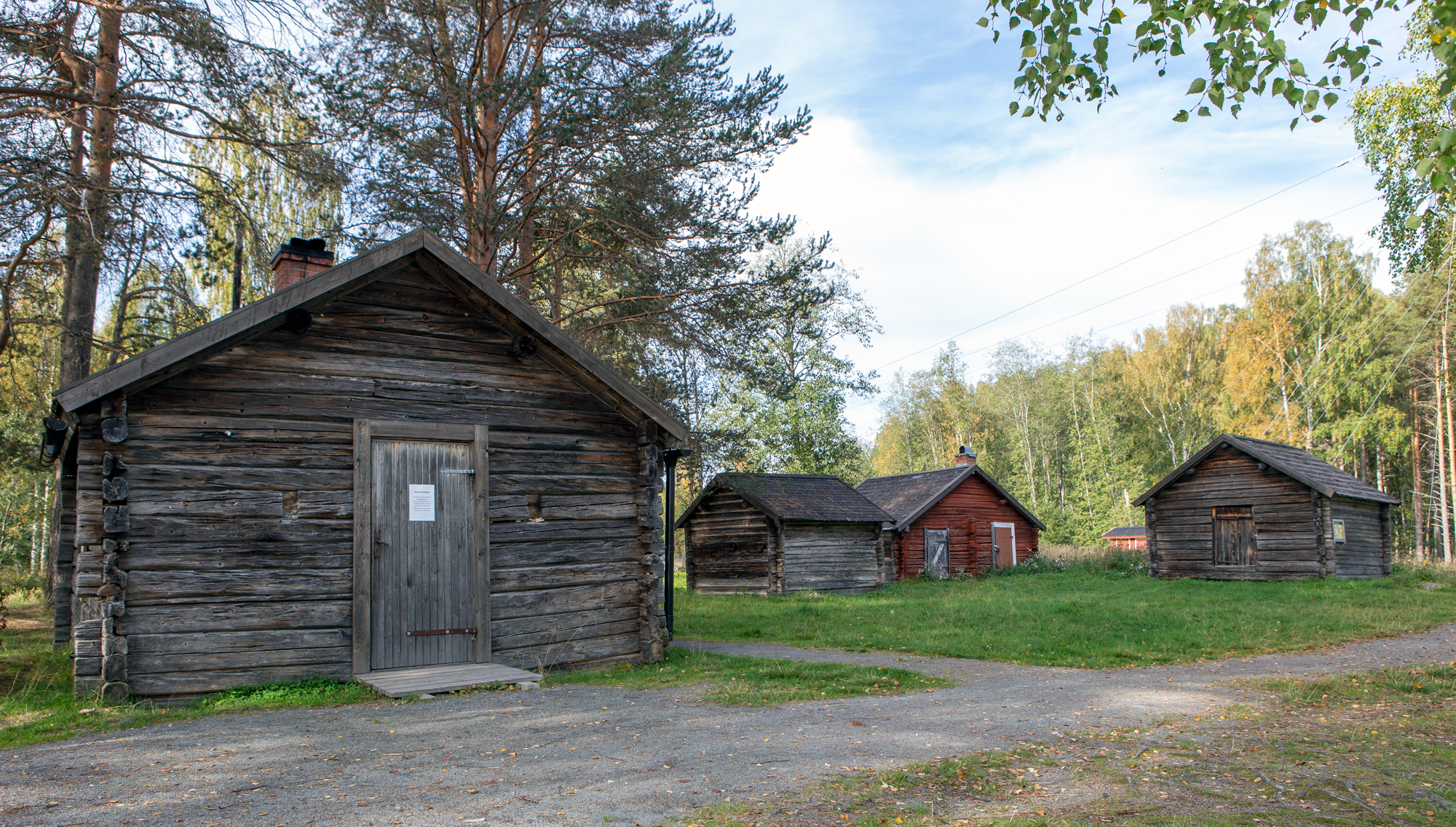
Fiskebodar i Granvågsniporna.
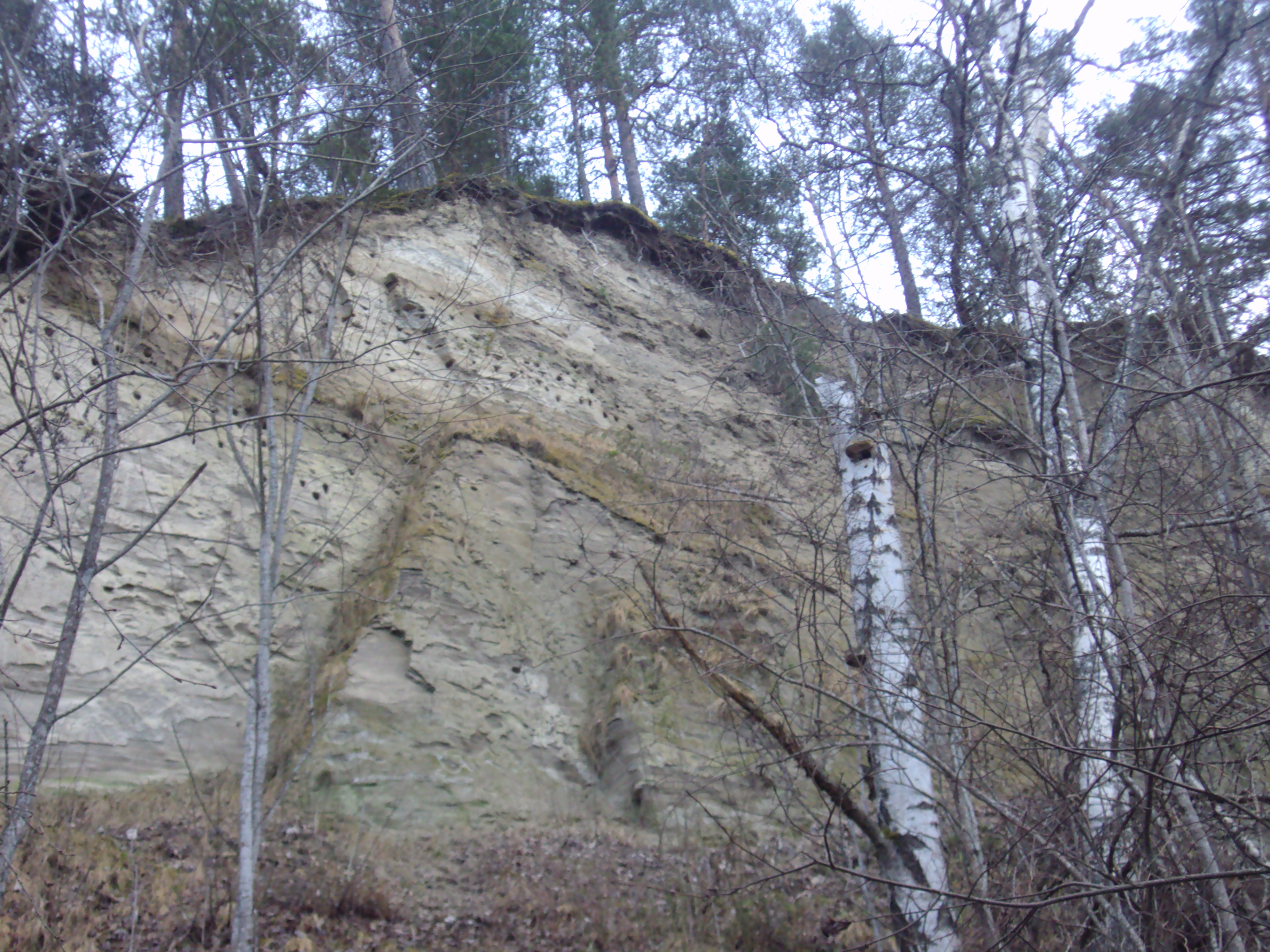
Backsvalan bygger bo i Svalnipan.